# The Liar (film 1912)
The Liar è un cortometraggio muto del 1912.  Il nome del regista non viene riportato nei credit del film prodotto dalla Selig Polyscope Company.

## Produzione
Il film fu prodotto da William Nicholas Selig per la sua compagnia, la Selig Polyscope Company.

## Distribuzione
Fu distribuito dalla General Film Company.